# Sérgio Araújo
Sérgio Araújo de Melo mais conhecido como Sérgio Araújo (Timóteo, 12 de setembro de 1963), é um ex-futebolista brasileiro que atuava como ponta-direita.
Jogou no Atlético-MG, Flamengo e Guarani.
Atualmente é técnico da equipe júnior do Villa Nova.

## Carreira

### Jogador
Sérgio Araújo despontou para o futebol brasileiro no final da década de 1980, jogando pelo Atlético Mineiro.
Participou da reta final da conquista do hexacampeonato mineiro, participando das campanhas de 1981, 1982 e 1983, mas foi protagonista mesmo a partir do bicampeonato estadual em 1985 e 1986. Atacante muito rápido, mas também driblador, foi destaque no Campeonato Brasileiro de 1986.
Em 1988, Sérgio Araújo trocou o Atlético-MG pelo Flamengo, clube que havia eliminado o Galo nas semifinais do Brasileirão de 87. Sérgio chegou ao Flamengo para substituir Renato Gaúcho, à época negociado com a Roma, da Itália. Infelizmente, no clube carioca, o ponta não tornou a brilhar como no ano anterior e, com isso, após 39 jogos e 8 gols marcados, acabou dispensado pela diretoria rubro-negra.
Voltou ao Galo em janeiro de 1991 e foi fundamental na conquista do Campeonato Mineiro de 1991 e era o grande nome da equipe que conquistou o primeiro título internacional oficial do clube, a Copa Conmebol de 1992.
Foi titular e tido como imprescindível ao time por oito anos e nesse período, conquistou seis campeonatos mineiros e uma Copa Conmebol. Ao todo pelo Galo mineiro foram 360 jogos disputados e 58 gols marcados.
Sérgio Araújo também atuou pelo Avaí, Fluminense, Vasco da Gama, Grêmio, Guarani, Ponte Preta, XV de Piracicaba, América-SP, Inter de Limeira, Villa Nova e Serra, aonde veio a encerrar sua carreira.

#### Seleção Brasileira
Após a excelente temporada de 87, quando o Atlético-MG terminou o Campeonato Brasileiro na terceira posição, Sérgio Araújo chegou a ser convocado para alguns jogos da Seleção Brasileira. Entrou em campo somente em duas oportunidades, não tendo marcado nenhum gol.
Participou ativamente no Torneio Pré-Olímpico de 1987, em que o país conquistou a medalha de ouro.

### Treinador
Quando ainda era atleta profissional em 1994 e atuando pelo Vitória de Setúbal, Sérgio Araújo aproveitou seu tempo livre para participar de um curso de treinadores no país lusitano.
Voltou ao Brasil e encerrou a sua carreira em 2000.
Em 2007, assumiu o time profissional do Operário FC do Mato Grosso e lá permaneceu por dois anos.
A boa passagem pelo Operário despertou o interesse do Villa Nova para que Sérgio assumisse a equipe júnior do clube, no ano em que o clube da cidade de Nova Lima completava o seu centenário. Mesmo com tamanha responsabilidade em suas costas, Sérgio leva o clube ao seu único título no ano marcante, a Copa Integração de Juniores.

## Títulos

### Como jogador
Atlético-MG
- Campeonato Mineiro: 1981, 1982, 1985, 1986, 1988, 1991
- Copa Conmebol: 1992

Brasil
- Torneio Pré-Olímpico: 1987[12]

### Como Técnico
Villa Nova
- Copa Integração de Juniores - 2008